# Nefertari (18e dynastie)
Nefertari was koningin van de 18e dynastie van Egypte en de eerste grote koninklijke vrouwe van Thoetmosis IV.
Haar afkomst is onbekend; mogelijk was zij niet van koninklijken bloede. Op meerdere inscripties staat zij afgebeeld met koningin-moeder Tiaa als godinnen die Thoetmosis begeleiden. In het 7e jaar van zijn bewind was Thoetmosis' echtgenote Iaret tot grote koninklijke vrouwe verheven. Nefertari moet toen ofwel zijn gestorven of naar de achtergrond zijn verdrongen toen Iaret oud genoeg was om voor Thoetmosis' vrouw door te gaan.
Nefertari (niet te verwarren met Nefertari die twee eeuwen later godsvrouw van Amon was naast farao Ramses II van de 19e dynastie) werd op acht steles in Gizeh afgebeeld, samen met haar echtgenoot. Ook op een stele in de tempel van Luxor is zij teruggevonden, en ze werd ook vermeld op een scarabee die in Gurob is gevonden.. Het is niet bekend of Nefertari, of Iaret, kinderen hebben nagelaten. De farao na Thoetmosis' dood was Amenhotep III, zoon van Moetemwia.

## Titels
Nefertari beschikte over de koninklijke titels:
- Erfprinses (iryt-p`t)
- Groot van lofprijzingen (wrt-hzwt)
- Koninklijke moeder (mwt-niswt)
- Groot van gratie (wrt-im3t)
- Grote koninklijke vrouwe (hmt-niswt-wrt)
- Godsvrouw (hmt-ntr)
- Verenigd met de witte kroon (khnmt-nfr-hdjt)
- Koninklijke dochter (s3t-niswt)
- Koninklijke zuster (snt-niswt)